# Цариитдон
Цариитдон (осет. Цъӕритдон) — река в России, протекает по Алагирскому району республики Северная Осетия. Длина реки составляет 8,6 км, площадь водосборного бассейна — 30,4 км².
Начинается на северном склоне горы Сырхыбарзонд, течёт на север в ущелье между хребтами Цариитком и Чызфандаг. Устье реки находится в 54 км по правому берегу реки Фиагдон в поселке Хидикус.

## Данные водного реестра
По данным государственного водного реестра России, относится к Западно-Каспийскому бассейновому округу, водохозяйственный участок реки — Ардон, речной подбассейн отсутствует. Речной бассейн реки — реки бассейна Каспийского моря междуречья Терека и Волги.
Код объекта в государственном водном реестре — 07020000112108200003382.